# Uragano Beryl (2024)
L'uragano Beryl è stato il primo ed il primo intenso (dall'inglese major hurricane) della stagione degli uragani atlantici del 2024. Ha interessato qualche isola Caraibica, la penisola dello Yucatán e la costa statunitense del Golfo del Messico. È anche il più precoce uragano atlantico di categoria 5 sulla scala Saffir-Simpson mai registrato negli anni (prima del mese di luglio); Beryl è anche il secondo uragano di categoria 5 dopo l'uragano Emily, che ha avuto luogo a metà luglio 2005. Si è sviluppato a cavallo tra giugno e luglio 2024.
Si sviluppò il 28 giugno nell'oceano Atlantico e si intensificò velocemente avanzando verso Ovest. Il 1º luglio Beryl è approdato sull'isola di Carriacou a Grenada come uragano di categoria 4 provocando ingenti danni. L'uragano si è intensificato ulteriormente quando è entrato nel Mar dei Caraibi, raggiungendo il picco come categoria 5 (con raffiche di vento fino a 270 km/h e pressione minima di 934 mbar) nelle prime ore del mattino successivo, prima di indebolirsi lentamente fino a diventare un uragano di categoria 2 il 4 luglio. Successivamente, si è brevemente intensificato, raggiungendo la categoria 3, per poi indebolirsi leggermente il 5 luglio mentre approdava nei pressi di Tulum nello stato messicano di Quintana Roo. Ha attraversato la penisola dello Yucatán, dove si è indebolito diventando una tempesta tropicale. Il sistema si spostò nel Golfo del Messico, dove si riorganizzò gradualmente in uragano di categoria 1 il giorno 8 luglio, poco prima di approdare vicino a Matagorda, in Texas.
Beryl causò molte vittime e danni catastrofici sulle isole settentrionali di Grenada, Carriacou e Petite Martinique e su diverse isole meridionali di Saint Vincent e Grenadine, dove molte strutture furono danneggiate o distrutte. In Venezuela tre persone sono state uccise e diverse risultano disperse. Minori danni vennero registrati nella penisola dello Yucatán. Negli USA, lo stato del Texas ha subito sia gravi inondazioni che danni a causa del vento; almeno 7 vittime nella regione di Houston. Nell'area più esterna all'uragano si sono formati numerosi tornado confermati tra gli stati di: Texas, Louisiana, Arkansas, Kentucky, Indiana e New York. Sono state accertate 29 vittime in totale e le stime preliminari dei danni sono superiori ai 6 miliardi di dollari all'11 luglio 2024.

## Storia meteorologica

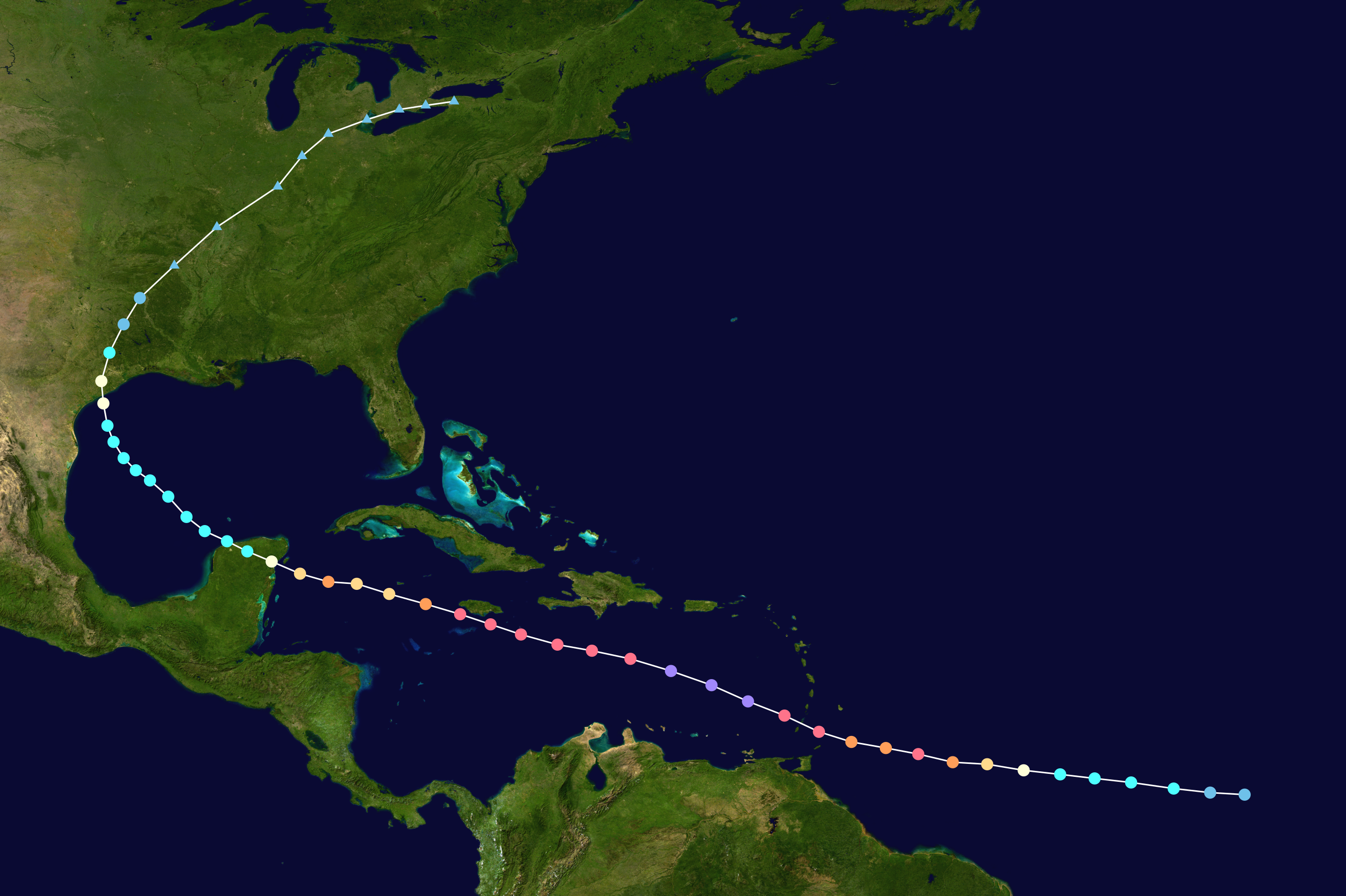
Traiettoria della tempesta in relazione all'intensità (secondo la scala Saffir-Simpson)

Il 25 giugno un'onda tropicale ha lasciato la costa dell'Africa occidentale formando rovesci sparsi a sud di Capo Verde. Sul finire del 28 giugno, secondo il National Hurricane Center (NHC), la struttura nuvolosa della perturbazione cominciava a mostrare delle bande nuvolose curve che si sviluppavano attorno ad una circolazione. Le condizioni ambientali erano molto favorevoli alla formazione di tempeste tropicali nell'Atlantico tropicale centrale e occidentale, con temperature superficiali del mare calde quasi da record sui 28°C (in giugno), vento leggero tra 9,3-18,5 km/h, più un'umidità relativa media del 70%. A quel punto i temporali erano aumentati e si erano meglio organizzati. La perturbazione si è sviluppata ulteriormente nei giorni successivi, fino a diventare la Depressione Tropicale Due sull'Atlantico tropicale centrale il 28 giugno, a meno di 2000 chilometri a est-sud-est delle Barbados. 
Situata a sud di una forte dorsale subtropicale, la depressione si è spostata generalmente verso ovest attraverso un'area di basso wind shear, temperature calde della superficie del mare e abbondante umidità atmosferica, favorendone la rapida intensificazione. La depressione si è rafforzata nella tempesta tropicale Beryl sei ore dopo la formazione ed i temporali si sono rapidamente organizzati in un denso cielo coperto centrale, con uno schema nuvoloso simmetrico circondato da bande di pioggia. Continuando la sua rapida intensificazione, il 29 giugno Beryl è diventato un uragano sviluppando un occhio all'interno dei temporali. Le osservazioni dei cacciatori di uragani hanno indicato che il 30 giugno Beryl è diventato un potente uragano. L'iniziale periodo di intensificazione di Beryl culminò con la tempesta che divenne un uragano di categoria 4, raggiungendo un picco iniziale di intensità con venti ai 215 km/h. Beryl verso il 1º luglio iniziava ad indebolirsi. Tuttavia, l'uragano si è ripreso e si è rafforzato rapidamente alle 15:10 UTC dello stesso giorno, giungendo a Carriacou, Grenada, come categoria 4, con venti sostenuti di 240 km/h. Entrato nel Mar dei Caraibi, si è intensificato con un profondo raffreddamento per convezione attorno all'occhio ben definito e Beryl è diventato un uragano di categoria 5 all'inizio del 2 luglio. L'uragano ha raggiunto il picco più tardi quella mattina con venti massimi sostenuti di 270 km/h e una pressione di 934 mb. L'aumento del wind shear dovuto a una depressione troposferica tropicale alla fine ha causato il lento indebolimento di Beryl fino a raggiungere una tempesta di categoria 4 mentre passava a sud della Repubblica Dominicana. 
Muovendosi generalmente verso ovest/nord-ovest, l'occhio di Beryl passò molto vicino alla costa meridionale della Giamaica nel pomeriggio del 3 luglio, rimanendo in categoria 4. Si indebolì seppur per poco tempo rimase in categoria 3 con la pressione in forte aumento. Verso le 11:05 UTC del 5 luglio, il sistema è approdato appena a nord-est di Tulum, Quintana Roo, con venti sostenuti di 175 km/h. Nell'entroterra, Beryl si indebolì rapidamente a causa dell'interazione con la terra, degradandosi in una tempesta tropicale. La tempesta è emersa nel Golfo del Messico la mattina seguente, virando verso Ovest/Nord-Ovest ai 20 km/h sopra gli Stati Uniti sudorientali. Quella notte e fino al giorno successivo, oltre a un nucleo interno più ampio, Beryl fu assalita da aria secca e da un moderato wind shear che mantenne la tempesta potente. Beryl ha virato verso nord/nord-ovest il 7 luglio e rallentato a 17 km/h. Beryl si è nuovamente intensificato fino a raggiungere la forza dell'uragano intorno alle 04:00 UTC quando l'occhio si avvicinò alla costa del Texas sui 50 km. Ha poi fatto il suo terzo e ultimo approdo alle 09:00 UTC vicino a Matagorda, Texas con venti sostenuti di 130 km/h. Otto ore dopo, il sistema è stato declassato a tempesta tropicale, mentre era centrato a 70 km a nord/nord-ovest di Houston, Texas.

## Record
Beryl è l'uragano più orientale che si forma nell'Atlantico tropicale a giugno (49,3°W), battendo il limite fissato dall'uragano Trinidad del 1933 (58,9°W). 
Inoltre, è il più precoce uragano di categoria 4 mai registrato nell'Oceano, superando il record precedente stabilito l'8 luglio 2005 dall'uragano Dennis e l'uragano di giugno più forte misurato in base alla velocità del vento, superando l'uragano Audrey del 1957. In seguito divenne il primo di categoria 5 mai registrato, superando il record stabilito il 16 luglio 2005 dall'uragano Emily, oltre a diventare il più forte uragano di luglio mai registrato in termini di velocità del vento e la più alta energia ciclonica accumulata generante una tempesta prima di agosto.
Beryl è diventato anche il primo sistema tropicale mai registrato a subire una rapida intensificazione nella principale regione di sviluppo dell'Atlantico durante il mese di giugno. Inoltre, si è intensificato da tempesta tropicale a uragano di categoria 5 in sole 42 ore. Solo altre sei tempeste atlantiche hanno raggiunto questo tasso di intensificazione ma Beryl è stato l'unico a diventarlo prima di settembre. Secondo un'analisi di ClimaMeter i venti estremi e le forti precipitazioni di Beryl sono stati rafforzati dai cambiamenti climatici. Tuttavia, potrebbero aver influenzato anche la variabilità naturale del clima, in particolare l'oscillazione decadale del Pacifico e l'indice AMO.